# Селезнёв, Юрий Александрович
Ю́рий Алекса́ндрович Селезнёв (укр. Юрій Олександрович Селезньов; род. 18 декабря 1975, Одесса) — украинский футболист, играл на позициях полузащитника и нападающего.

## Биография
Юрий Селезнёв родился 18 декабря 1975 года в Одессе. Воспитанник одесских клубов «Автомобилист» и «Черноморец». Первый тренер — Борис Крайтман. В составе «Черноморца» выступал с 1992 по 1997 год, за это время в составе главной команды сыграл 60 поединков (6 голов), а за вторую — 85 (15 голов). В составе «Черноморца» дебютировал 19 сентября 1994 года в матче Высшей лиги против луцкой «Волыни».
Летом 1997 года перешёл в донецкий «Шахтёр», за который выступал до 2000 года. В составе главной команды сыграл 63 поединка (17 голов), ещё 18 матчей (3 гола) сыграл за вторую команду клуба. В 2000 году перебрался в Россию, где выступал за «Ростсельмаш», за который дебютировал 6 сентября 2000 года в домашнем матче 24-го тура против ЦСКА, выйдя в стартовом составе, и был заменён на 61-й минуте Игорем Ханкеевым. Всего за клуб провёл 17 матчей, забив один гол и за «Ростсельмаш-2» 4 поединка и покинул клуб. Летом 2001 года вернулся на Украину и подписал контракт с донецким «Металлургом», в составе которого выступал до 2003 года. За главную команду сыграл 28 матчей (3 гола), за вторую команду — 14 матчей (2 гола). После окончания контракта поддерживал спортивную форму в любительской команде «Сигнал» (Одесса). Первую часть сезона 2003/04 провел в составе криворожского «Кривбасса» : за главную команду сыграл 24 матча и отметился одним голом, за вторую — 3 матча (1 гол). Вторую часть сезона отыграл в ужгородском «Закарпатье», в составе которого провёл 9 матчей.
В начале 2005 года перешёл в симферопольскую «Таврию», в составе которой сыграл 15 матчей (1 гол). В весенней части сезона 2005/06 защищал цвета днепродзержинской «Стали», в которую перебрался на правах свободного агента, в составе клуба принял участие в 16 матчах, отметившись одним голом. В 2006 году выступал также за нижегородский «Спартак» (17 матчей). В 2007 году вернулся в Одессу, где некоторое время выступал за местный любительский клуб «Диджитал». В том же году завершил карьеру футболиста.

## Достижения
«Черноморец» (Одесса)
- Серебряный призёр чемпионата Украины (2): 1995, 1996,

«Шахтёр» (Донецк)
- Серебряный призёр чемпионата Украины (3): 1998, 1999, 2000

«Металлург» (Донецк)
- Бронзовый призёр чемпионата Украины (2): 2002, 2003